# Lunnaja raduga
Lunnaja raduga (russisk: Лунная радуга) er en sovjetisk spillefilm fra 1983 af Andrej Jermasj.

## Medvirkende
- Vladimir Gostjukhin — David Norton
- Vasilij Livanov — Galbraith
- Jurij Solomin — Nikolskij
- Igor Starygin — Frank Pauling
- Vladimir Kenigson — Charles Leonard Rogan